# دنیز استوف
دنیز الکساندرویچ شافوروستو (به انگلیسی: Denis Alexandrovich Shaforostov) (زاده ۴ می ۱۹۹۲) شناخته شده با اسم دنیز استوف، خواننده و گیتاریست اکراینی است. او خواننده قبلی گروه‌های اسکینگ الکزندریا، Down & Dirty و Make Me Famous است و در حال حاضر خواننده گروه drag me out است.

## حرفه موسیقی

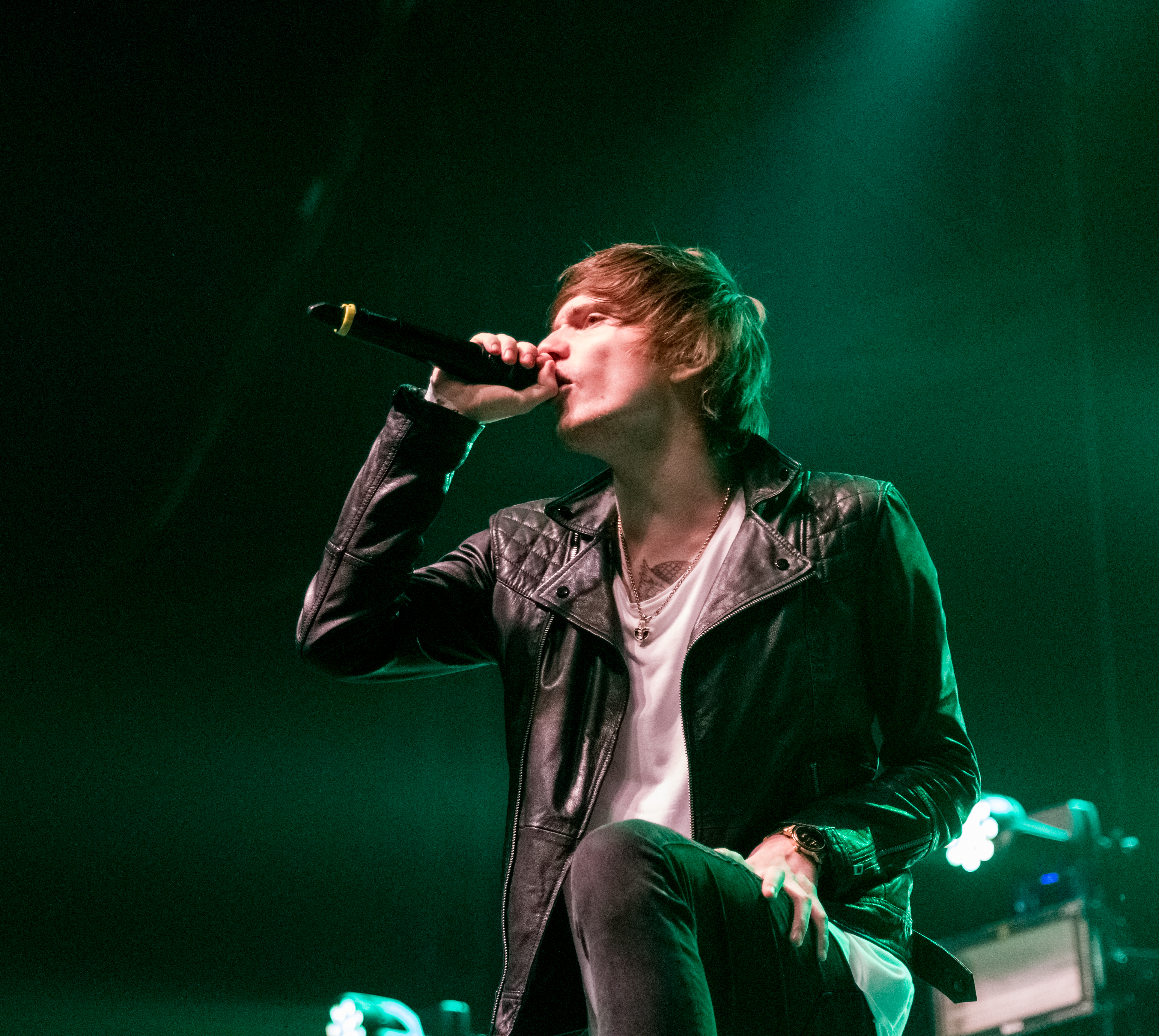
تصویری از کنسرت

شافوروستو از طریق آپلود کردن ویدئوهایی از در حال آواز خواندن مورد توجه قرار گرفت. وی گروه Make Me Famous را به همراه دوستانش سرجی هاهلو، ایگور یاستربو تشکیل داد. این گروه یک آلبوم به اسم It's Now Or Never منتشر کرد. در نوامبر ۲۰۱۲، شافوروستو از این گروه اخراج شد.
وی سپس عضو گروه اکراینی Down & Dirty شد و در اواخر ۲۰۱۳ سینگل اولشان به اسم Move It را منتشر کردند. در ۱۳ ژانویه سال ۲۰۱۵ آن‌ها دومین سینگل خود به اسم I Will Never Lose My Way را منتشر کردند. شافوروستو تا زمانی خبر عضویت خود در گروه انگلستانی اسکینگ الکزندریا را بدهد در این گروه بود.
بعد از جدایی دنی ورسناپ از اسکینگ الکزندریا، این گروه شافوروستو را به عنوان وکالیست جدید خود انتخاب کردند. اولین سینگل شافوروستو به همراه اسکینگ الکزندریا به اسم I Won't Give In در ۲۶ می سال ۲۰۱۵ در سایت یوتوب و سپس در ۲۸ می سال ۲۰۱۵ در آیتونز به صورت رسمی منتشر شد.
در ۲۱ اکتبر ۲۰۱۶، بن بروس، گیتاریست گروه اسکینگ الکزندریا اعلام کرد که شافوروستو با تصمیم خودش گروه را ترک کرده‌است.
در سال ۲۰۱۸ او گروه drag me out را تشکیل داد ، و اکنون او خواننده آن است.

## آلبوم شناسی
آلبوم‌های استادیویی
- یا الان یا هیچوقت - ۲۰۱۲ (از گروه Make Me Famous)
- سیاه - ۲۰۱۶ (از گروه Asking Alexandria)

## Down & Dirty
- Move It - 2013 (سینگل)
- 2015 - I Will Never Lose My Way (سینگل)

## اسکینگ الکزندریا
- I Won't Give In - 2015 (سینگل)